# Prästgårdsängen i By
Prästgårdsängen i By este o arie protejată (arie specială de conservare — SAC, sit de importanță comunitară — SCI) din Suedia întinsă pe o suprafață de 0,14 ha, integral pe uscat.

## Localizare
Centrul sitului Prästgårdsängen i By este situat la coordonatele 60°12′01″N 16°28′44″E / 60.2004°N 16.4789°E.

## Înființare
Situl Prästgårdsängen i By a fost declarat sit de importanță comunitară în ianuarie 1998 pentru a proteja un număr necunoscut de specii din flora spontană și fauna sălbatică aflate în arealul zonei. Situl a fost protejat și ca arie specială de conservare în martie 2011.

## Biodiversitate
Situată în ecoregiunea boreală, aria protejată conține 1 habitat natural: Fânețe de joasă altitudine (Alopecurus pratensis, Sanguisorba officinalis).
La baza desemnării sitului se află un număr nedeclarat de specii protejate.